# 静冈大学法经短期大学部
静冈大学法经短期大学部（日语：／ Shizuoka Daigaku Hōkei Tanki Daigakubu *），简称静大法短，是过去一所位于日本静冈县静冈市的国立短期大学。前身是静冈县立静冈法经短期大学（日语：／ Shizuokakenritsu Shizuoka Hōkei Tanki Daigaku *）。

## 概要

### 简介
- 短期大学为于1952年开办、移交国立学校从公立短期大学于1955年。以后招収男女学生到1995年、停办于1999年[1][2]。

### 历史
- 1952年 静冈县立静冈法经短期大学成立并同时设置法经科。招収200个男女学生[3]。
- 1955年 移交到国立短期大学从公立短期大学、 改编为静冈大学法经短期大学部法经学科。招収160个男女学生[2]
- 1995年 最后一年招生、次年停止招生（正式停办于1999年3月31日[2]）。

## 学校环境
- 校区：在了静冈县静冈市[注 1]

## 组织

### 学科
- 法经学科第二部

### 专科
| - 没有 |

### 业余课程
| - 没有 |

## 相关链接
- 日本短期大学列表
- 静冈大学工业短期大学部